# Фридрих Карл Гессен-Кассельский
Фри́дрих Ка́рл Лю́двиг Константи́н Ге́ссен-Ка́ссель-Румпенхеймский (нем. Friedrich Karl Ludwig Konstantin von Hessen-Kassel-Rumpenheim, Prinz zu Hessen-Kassel-Rumpenheim; 1 мая 1868, поместье Панкер, Гольштейн — 28 мая 1940, Кассель) — принц Гессен-Кассель-Румпенхеймский, который в конце 1918 года был избран королём Финляндии. Единственный в истории страны правитель, носивший такой титул.

## Биография
Фридрих Карл родился в семье ландграфа Фридриха Вильгельма Гессен-Кассельского и принцессы Марии Анны Прусской и являлся их третьим сыном. По материнской линии являлся правнуком короля Пруссии Фридриха Вильгельма III, а благодаря браку с принцессой Маргаритой Прусской приходился зятем германскому императору Вильгельму II.
6 декабря 1917 года Великое княжество Финляндское объявило о своей независимости от России. После гражданской войны и длительных дебатов о государственном устройстве Финляндии 9 октября 1918 года парламент избрал Фридриха Карла королём. В финской транскрипции Фридрих Карл именовался Фредрик Каарле (фин. Fredrik Kaarle). Упоминающееся в литературе имя короля «Вяйнё I» (фин. Väinö I) было придумано финским сатириком Вяйнё Нуортева (фин.), писавшим под псевдонимом Олли.
До прибытия избранного короля в Финляндию и его коронации обязанности главы государства должен был исполнять регент — действующий фактический руководитель государства, председатель Сената (правительства Финляндии) Пер Эвинд Свинхувуд. Однако всего через месяц в Германии произошла революция. 9 ноября Вильгельм II оставил власть и бежал в Нидерланды, а 11 ноября было подписано Компьенское мирное соглашение, завершившее Первую мировую войну. Эти события не позволили германскому князю оставаться на финском престоле, и уже 14 декабря 1918 года Фридрих Карл объявил о своём отречении.
В 1925 году Фридрих Карл возглавил Гессенский дом после отречения своего брата Александра Фридриха. Бывший король Финляндии умер в Касселе в 72 года от последствий ранения, полученного в Первую мировую войну.

## Потомки
Фридрих Карл женился на Маргарите Прусской (1872—1954), младшей дочери императора Фридриха III. Супруги приходились друг другу дважды троюродными братом и сестрой: они были правнуками великого герцога Саксен-Веймар-Эйзенахского Карла Фридриха и великой княжны Марии Павловны, дочери российского императора Павла I, и правнуками прусского короля Фридриха Вильгельма III и его супруги, Луизы Мекленбург-Стрелицкой. В этом браке родились шестеро сыновей, причем дважды — выжившие близнецы, что является редкостью для королевской аристократии Европы в XIX-XX веке:
- Фридрих Вильгельм (1893—1916), погиб в Румынии
- Максимилиан (1894—1914), погиб во Фландрии
- Филипп (1896—1980), был женат на Мафальде Савойской
- Вольфганг (1896—1989), был женат на Марии Александре Баденской
- Рихард (1901—1969)
- Кристоф (1901—1943), погиб, был женат на Софии Греческой и Датской